# Leucaena trichandra
Leucaena trichandra là một loài thực vật có hoa trong họ Đậu. Loài này được (Zucc.) Urb. miêu tả khoa học đầu tiên.